# Comuna Antonivka, Iampil
Antonivka (în ucraineană Антонівка) este o comună în raionul Iampil, regiunea Sumî, Ucraina, formată din satele Antonivka (reședința) și Komintern.

## Demografie
Componența lingvistică a comunei Antonivka
     Rusă (50,41%)
     Ucraineană (49,32%)
Conform recensământului din 2001, majoritatea populației comunei Antonivka era vorbitoare de rusă (50,41%), existând în minoritate și vorbitori de ucraineană (49,32%).